# Dianafontein

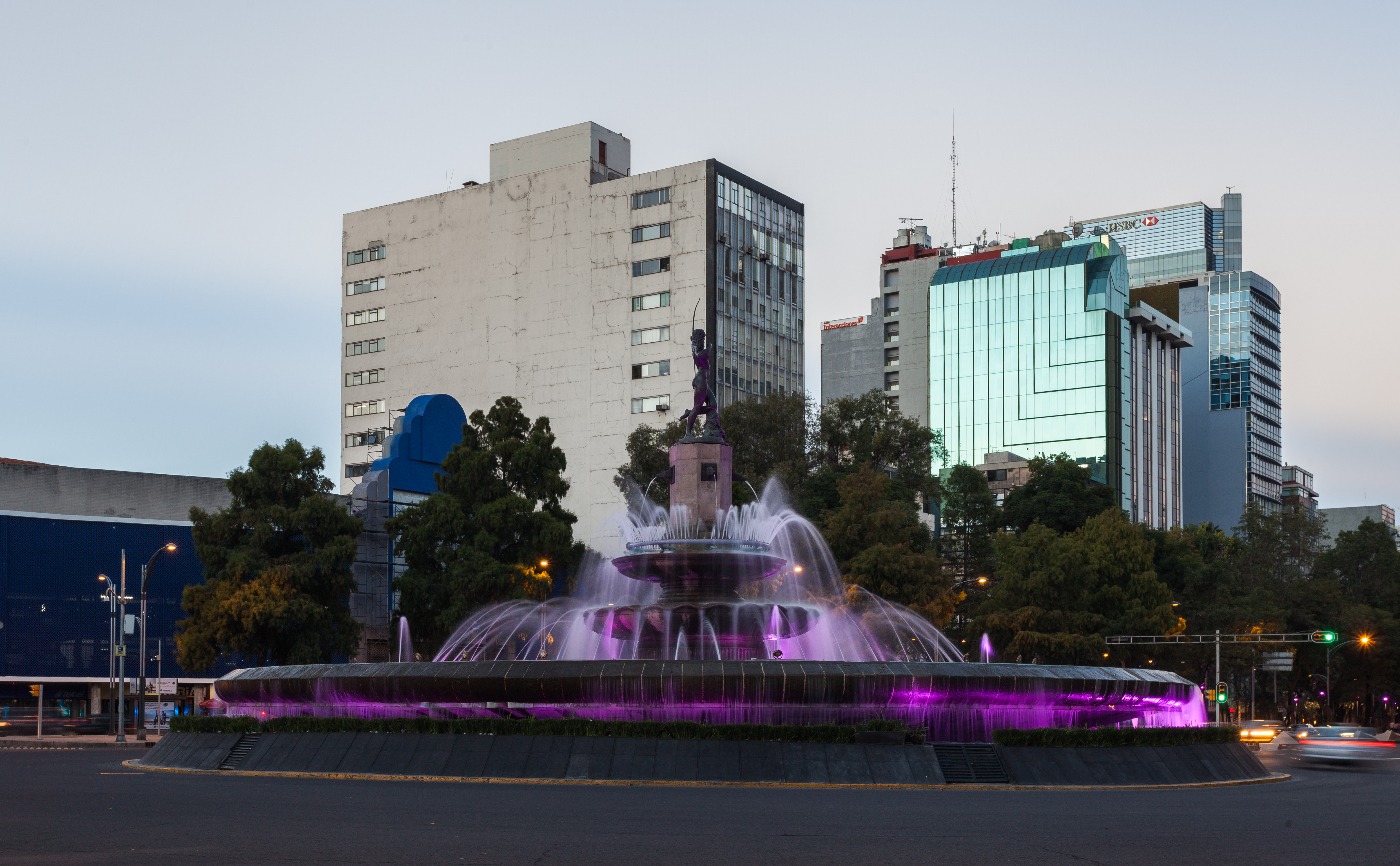
Dianafontein.

De Dianafontein (Spaans: Fuente de la Diana Cazadora) is een fontein in Mexico-Stad. De fontein staat op een rotonde in de Paseo de la Reforma. Het is een replica, het origineel bevindt zich in Ixmiquilpan.
De fontein werd ontworpen en gebouwd door Juan Fernando Olaguíbel en werd in 1942 onthuld door president Manuel Ávila Camacho. De fontein beeldt Diana, de Romeinse godin van de jacht, uit. Helvia Martínez Verdayes, een zestienjarige werkneemster van PEMEX, stond model voor het beeld. Wegens de naaktheid zorgde het beeld voor opschudding onder conservatieve Mexicanen en op aansporing van Soledad Orozco, de echtgenote van president Ávila Camacho, soldeerde Olaguíbel een jaar later een lendendoek aan het beeld.
In 1967 werd wegens de Olympische Spelen op verzoek van Olaguíbel de lendendoek verwijderd, doch daarbij liep de fontein schade op. Burgemeester Alfonso Corona liet een nieuw beeld gieten en het oorspronkelijke overplaatsen naar zijn geboorteplaats Ixmiquilpan in de staat Hidalgo.